# Phoque de Sibérie
Pusa sibirica
Espèce
Statut de conservation UICN

 LC  : Préoccupation mineure
Le phoque de Sibérie (Pusa sibirica,  syn. : Phoca sibirica) est un phoque gris cendré à taches sombres pour les adultes, blanc et laineux pour les juvéniles. Il est aussi appelé phoque du Baïkal, nerpa ou chat de mer, en raison des touffes de vibrisses.

## Description
Il est considéré comme le phoque le plus petit au monde.
Il diffère de ses cousins et ancêtres marins par un corps plus trapu lui permettant de mieux flotter dans les eaux douces et de longues griffes utiles pour grimper sur la glace en hiver autant que sur les rochers en été.
- Poids moyen  : 50 kg
- Poids maximum : 90 kg
- Longueur moyenne : 1,30 m

## Répartition et habitat
Le phoque de Sibérie vit dans le lac Baïkal, en particulier dans les parties nord et le centre de celui-ci.
C'est le seul phoque d’eau douce avec le phoque annelé et le phoque commun des lacs des Loups Marins (Phoca vitulina mellonae), au nord du Québec.

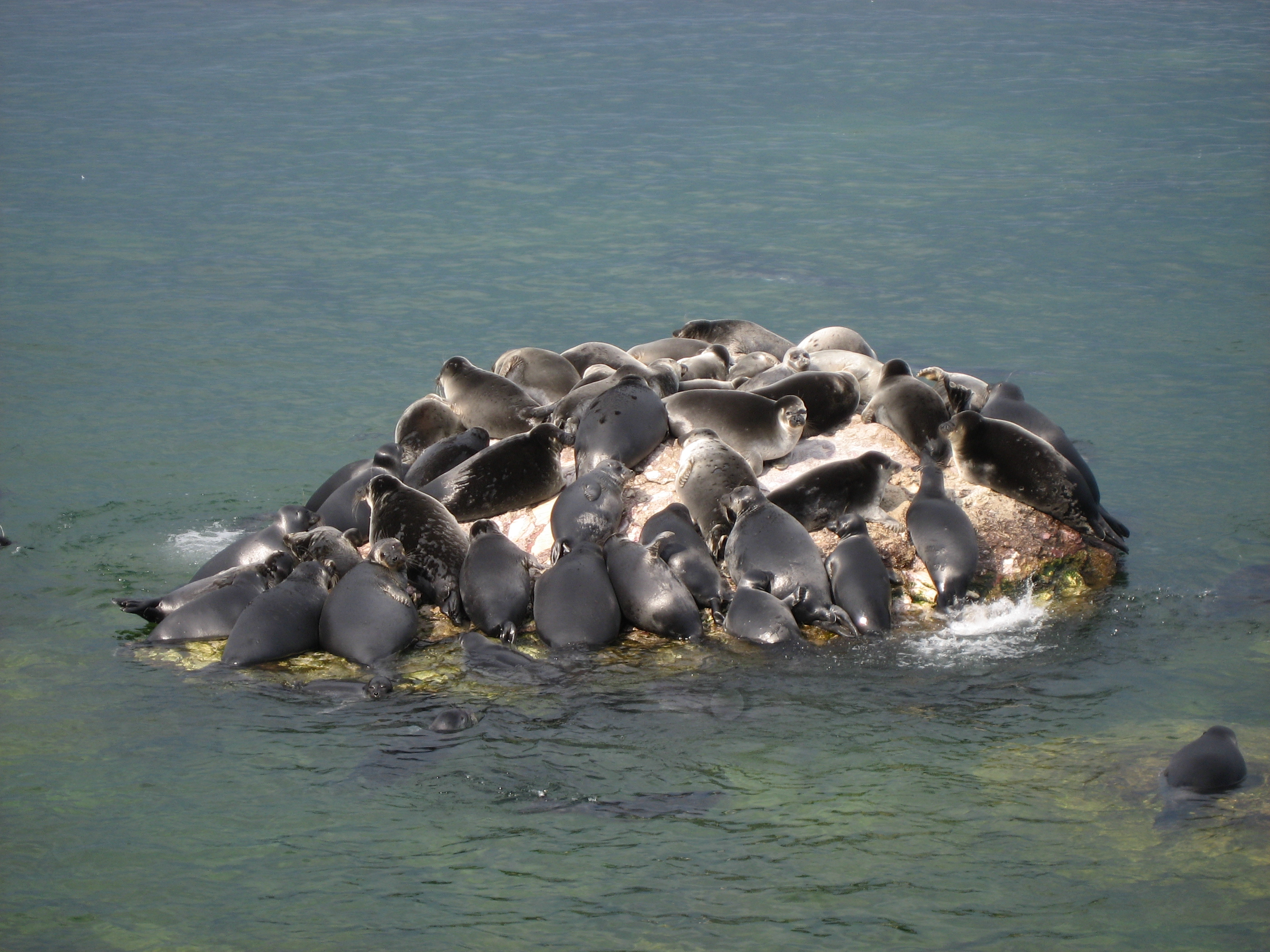
Des phoques de Sibérie.

Le phoque de Baïkal ne vit que dans les eaux du lac Baïkal. Il est un peu mystérieux de savoir comment les phoques de Baïkal sont venus y vivre. Ils ont peut-être remonté des rivières ou des ruisseaux ou peut-être que le lac Baïkal a été relié à l'océan à un moment donné par un grand plan d'eau, tel que le lac glaciaire de Sibérie occidentale ou la plaine de Sibérie occidentale, formée lors d'une période glaciaire antérieure. On estime que les phoques habitent le lac Baïkal depuis environ deux millions d'années.
Les zones du lac dans lesquelles vivent les phoques de Baïkal changent en fonction de la saison et d'autres facteurs environnementaux. Ce sont des animaux solitaires la plupart du temps, vivant parfois à des kilomètres des autres phoques de Baïkal. En général, on trouve une plus forte concentration de phoques de Baïkal dans les parties nord du lac, car l'hiver maintient la glace gelée plus longtemps, ce qui est préférable pour la mise bas. Cependant, ces dernières années, des migrations vers la moitié sud du lac ont eu lieu, probablement pour échapper aux chasseurs. En hiver, lorsque le lac est gelé, les phoques entretiennent quelques trous respiratoires dans une zone donnée et ont tendance à rester à proximité, sans gêner l'approvisionnement alimentaire des phoques à proximité. Lorsque la glace commence à fondre, les phoques de Baïkal ont tendance à rester sur le rivage.

## Origine génétique et migration
Des études génétiques suggèrent que les ancêtres du phoque de Sibérie proviennent probablement des mers arctiques et ont migré vers le lac Baïkal au cours du Pléistocène, il y a environ 400 000 ans. Cette migration aurait pu se faire via des lacs périglaciaires servant de refuges intermédiaires pendant les périodes glaciaires.

## Alimentation
Il se nourrit principalement de poissons pélagiques coméphores tels que Cottocomephorus (en).

## Reproduction
La femelle porte généralement un, parfois deux. La gestation dure 11 mois.

## Comportement
- Temps de plongée : en moyenne, 20 à 25 minutes (45 à 60 minutes au maximum).

## Chasse
Le phoque du Baïkal a été longtemps chassé, surtout pour la fourrure précieuse des jeunes, mais aussi pour son gras, sa viande et les organes internes. Ainsi, aux XVIIe et XVIIIe siècles, selon Georgi, sa chasse était d'abord attribuée par adjudication aux compagnies de pêcheurs (comme pour le droit de pêche qui était réattribué au plus offrant tous les quatre ans) puis à des chasseurs qui le traquaient sur la glace, cachés derrière un panneau de tissu blanc, de mars à fin avril à l'arquebuse ou à la javeline. Selon Georgi toujours, les phoques étaient écorchés sur place, dépouillés de leur lard dont on tirait de l'huile (et de leur peau pour les jeunes phoques, dont la fourrure était appréciée des commerçants chinois) ; le reste de l'animal était laissé aux corbeaux ou aux Bouriates autochtones. Jusqu'à 2 000 jeunes phoques étaient tués en quelques mois pour leur fourrure.
La chasse a conduit l'espèce au bord de l'extinction. Elle est interdite depuis 1980 et l'espèce ne figure désormais plus dans la liste rouge de l'UICN comme espèce en voie d'extinction.